# دوري تشاد الممتاز 2010
دوري تشاد الممتاز 2010 هو موسم من دوري تشاد الممتاز. فاز فيه توربيون.